# Dvorana slavnih ameriških kolesarjev
Dvorana slavnih ameriških kolesarjev je zasebna organizacija, katere cilj je ohranjati in razširjati kolesarstvo v ZDA. Dvorana se nahaja v kraju Bridgewater, v New Jerseyju.

## Člani dvorane slavnih ameriških kolesarjev (leto vpisa)

### Veterani tekmovalci pred letom 1945
- Victor Hopkins (2006)
- William Spencer (2005)
- Reggie McNamara (2004)
- John S. Johnson (2003)
- Mildred Kugler (2002)
- Joseph G. Kopsky (2001)
- Tillie Anderson (2000)
- Otto Wenz (1999)
- John "Jack" Weston Simes II (1999)
- Burton Cecil Downing (1998)
- Joseph Magnani (1998)
- Frank Connell (1997)
- John Sinibaldi (1997)
- John "Pop" Brennan (1996)
- Norman Hill (1996)
- Marcus Hurley (1996)
- Furman Kugler (1995)
- Willie Honeman (1994)
- John Chapman (1993)
- Margaret Gast (1993)
- Louis Maltese (1992)
- Doris Kopsky Muller (1992)
- Charles "Mile-A-Minute" Murphy (1991)
- Emile Fraysee (1990)
- Freddie Spencer (1990)
- Bobby Walthour, Sr. (1989)
- Marshall "Major" Taylor (1989)
- Arthur Zimmerman (1989)
- Frank Kramer (1988)

### Tekmovalci v letih od 1945 do 1975
- Robert Pfarr (2006)
- Oliver "Butch" Martin (2005)
- Bob Tetzlaff (2003)
- Steve Woznick (2003)
- Harry "Skip" Cutting (2002)
- Victor Vincente of America (Michael Hiltner) (2001)
- Francois Mertens (2000)
- Mike Neel (2000)
- George Mount (1997)
- Arnie Uhrlass (1997)
- Jack Simes III (1995)
- Allen Bell (1994)
- Mary Jane Reoch (1994)
- John Allis (1993)
- Frank Brilando (1993)
- Jim Rossi (1992)
- Ted Smith (1991)
- Jack Heid (1989)
- John Howard (1989)
- Audrey McElmury (1989)
- Art Longsjo (1988)
- Jack Disney (1988)
- Sheila Young-Ochowicz (1988)

### Tekmovalci po letu 1975
- Steve Hegg (2006)
- Ron Skarin (2005)
- Alexi Grewal (2004)
- Ron Kiefel (2004)
- Connie Paraskevin-Young (2003)
- Rebecca Twigg (2002)
- Davis Phinney (2001)
- Andy Hampsten (2001)
- Eric Heiden (1999)
- Wayne D. Stetina (1999)
- Jacques Boyer (1998)
- Greg LeMond (1996)
- Leonard Harvey Nitz (1996)
- Mark Gorski (1995)
- Sue Novara-Reber (1991)
- Connie Carpenter-Phinney (1990)

### Zaslužni za razvoj kolesarstva v ZDA
- Ted Ernst (2006)
- Michael Aisner (2005)
- Pierre Lallement (2005)
- Bill Woodul (2004)
- Chris Carmichael (2003)
- Arthur Greenberg (2002)
- Fred DeLong (2001)
- Dr. Paul Dudley White (2000)
- David Chauner (1998)
- Mike Fraysse (1998)
- Jim Ochowicz (1997)
- Charles E. Pratt (1997)
- Eddie Borysewicz (1996)
- Frank Small (1995)
- Keith Kingbay (1995)
- Otto Eisele (1994)
- Ernie Seubert (1994)
- Fred Mengoni (1994)
- Barbara George (1994)
- Mary "Cappy" Capicchioni (1993)
- Nancy Nelman (1992)
- Al Toefield (1992)
- Col. Albert Pope (1991)
- Robert Rodale (1991)
- Fred "Cappy" Capicchioni (1991)
- Mike Walden (1990)
- Fred "Pop" Kugler (1987)
- Greg LeMond

### Gorsko kolesarjenje
- Juliana Furtado (2005)
- John Tomac (2004)
- Ned Overend (2001)
- Jacquie Phelan (2000)
- Joe Murray (1999)

### BMX
- David Clinton (2006)
- Greg A. Hill (2005)
- Perry Kramer (2004)
- Toby Henderson (2000)
- Stu Thomsen (1998)

### Posebno priznanje
- The Schwinn Family (1999)
- Team 7-Eleven (1997)
- Tour of Somerville (1993)